# Kurt Schuschnigg
 (août 2013).
Kurt Schuschnigg, né le 14 décembre 1897 à Reiff am Gartsee (Autriche-Hongrie), aujourd'hui Riva del Garda en Italie, et mort le 18 novembre 1977 à Mutters (Autriche), est un homme politique autrichien, chancelier fédéral du 25 juillet 1934 au 11 mars 1938 (veille de l'annexion de l'Autriche par l'Allemagne nazie).

## Un jeune homme bien né
Né dans l'ancien Empire austro-hongrois, à Riva del Garda (maintenant en Italie), Kurt Schuschnigg est issu d'une ancienne famille noble autrichienne. Il fait ses études au collège Stella Matutina de Feldkirch.
Ce n'est qu'en 1915, après avoir passé son baccalauréat, qu'il s'engage comme volontaire dans l'armée où il devient lieutenant. Il est fait prisonnier par les Italiens.

## Un jeune avocat et politicien
Après la guerre, il commence des études de droit à Innsbruck où il obtient en 1922 un diplôme et ouvre son propre cabinet. En 1926, alors qu'il entre au parti social-chrétien, il rencontre Herma Masera avec laquelle il se marie et aura un fils. L'année suivante, il est élu député à l'âge de trente ans devenant ainsi le plus jeune élu du Parlement. En 1930, il fonde le « Ostmärkische Sturmscharen (de) », un groupe politique paramilitaire et catholique.

## Un chancelier dictatorial

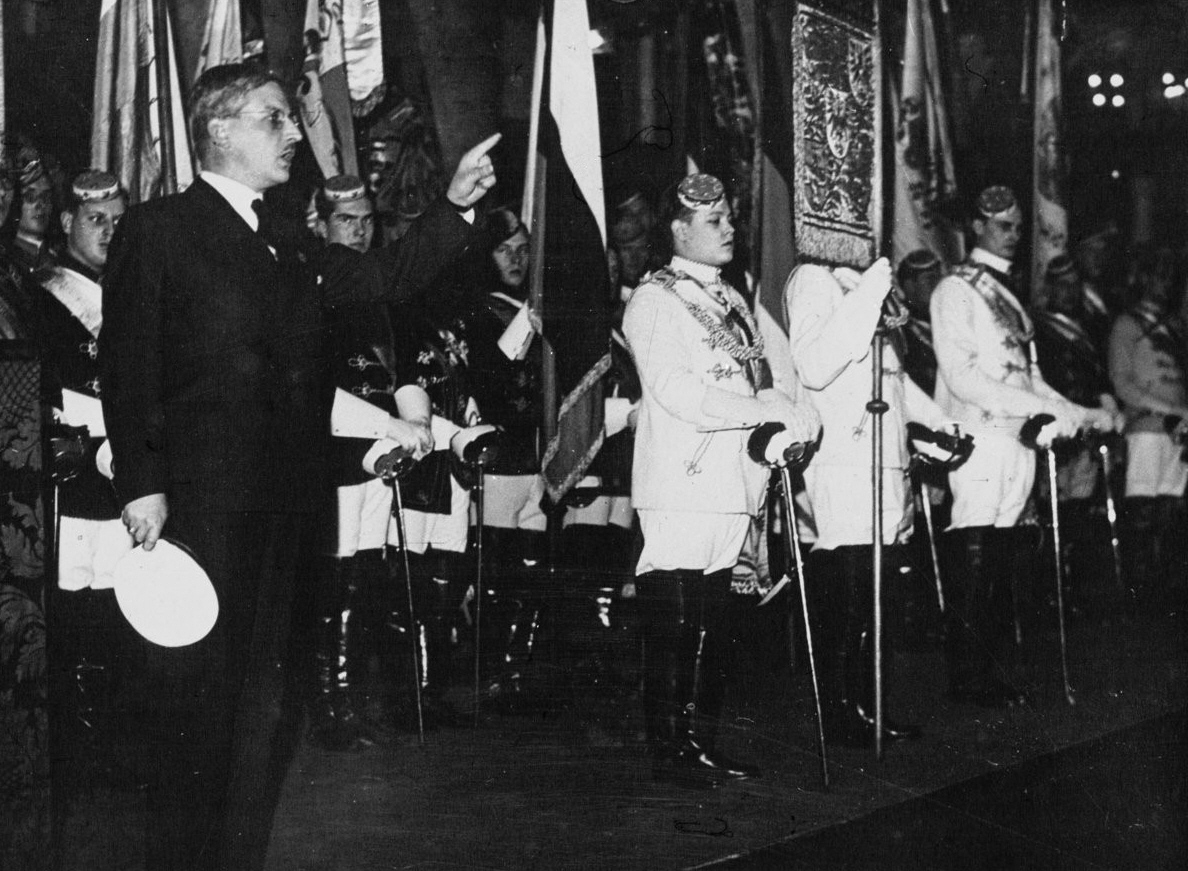
Schuschnigg lors d'un discours devant des étudiants autrichiens en 1936.

En 1932, Schuschnigg est nommé ministre de la Justice puis en 1933, ministre de l'Instruction publique. Lors de l'auto-dissolution du Parlement le 4 mars 1933, il participe activement à l'organisation de la nouvelle dictature. Et le 25 juillet 1934, à la suite de l'assassinat du chancelier Engelbert Dollfuss par les nazis autrichiens, Schuschnigg est appelé à lui succéder. En même temps, il garde son poste de ministre de l'Instruction et prend celui des Affaires étrangères.
Bien décidé à continuer la politique de son prédécesseur, il poursuit la politique de répression des partis politiques et essaie de stabiliser l'économie du pays. Mais à la différence de Dollfuss, il tente un rapprochement avec l'Allemagne nazie.
En 1935, son épouse meurt, dans un accident de voiture dont son fils et lui-même réchappent.

## Le traité avec l'Allemagne
En 1936, la situation économique est au plus mal, le chômage augmente alors de 20 %. Cette situation désastreuse rend ainsi indispensable, aux yeux de Schuschnigg, un traité avec l'Allemagne. Il envisage le rétablissement du service militaire obligatoire. Et le 11 juillet 1936, Schuschnigg signe un accord avec Hitler. Ce rapprochement dû à l'ambassadeur allemand Franz von Papen, dispose qu'en échange de la levée de l'embargo et la reconnaissance du statu quo par l'Allemagne, l'Autriche cesse toutes les persécutions contre les nazis et appelle deux ministres pronazis dans son gouvernement.

## Un isolement politique
Assuré de l'indépendance de l'Autriche, et manipulé par Papen, Schuschnigg laisse s'installer le nazisme dans le pays. Il envisage, en 1937, de restaurer la monarchie en faisant revenir l'archiduc Otto de Habsbourg mais doit y renoncer devant les réticences d'Hitler et de Mussolini. D'ailleurs Mussolini, le « grand ami » de l'Autriche, qui avait défendu celle-ci contre une invasion allemande en 1934, renonce à la suite de la création de l'Axe Rome-Berlin à offrir à l'Autriche quelque protection que ce soit. Après la perte de ses soutiens français et anglais, l'Autriche se trouve complètement isolée.

## L'Anschluss
Début 1938, Schuschnigg apprend qu'un attentat pronazi se prépare contre lui. Il comprend alors qu'Hitler n'a jamais eu l'intention de respecter ses engagements : il cherche donc, à tout prix, un rapprochement avec les sociaux-démocrates. Trop tard, le 12 février 1938, il est convoqué sans ménagement par le Führer à Berchtesgaden. Ce dernier l'oblige à céder les ministères de l'Intérieur et de la Guerre à des sympathisants nazis et à libérer tous les prisonniers nazis.
Schuschnigg cherche désespérément une solution et, dans un dernier sursaut, annonce le 9 mars un plébiscite sur la question de l'indépendance de l'Autriche. Profondément outré, Hitler exige le 11 mars sa démission et la nomination à son poste du ministre de l'Intérieur Arthur Seyss-Inquart. Le lendemain, le 12 mars 1938, c’est l'Anschluss, l'annexion pure et simple de l'Autriche.

## Sept ans en prison
Cet événement lui vaut d'être incarcéré à la prison de Vienne, où il est logé comme un invité de marque. Ainsi, il s'installe avec sa nouvelle épouse, Vera Fugger (née comtesse Czernin), qu'il épouse en prison, en juin 1938. De cet amour naît en prison une fille, en 1941. La même année, lui et toute sa famille sont transférés, avec un traitement spécial, à la prison (Zellenbau) du camp de Sachsenhausen, où il partagea le même baraquement que Herschel Grynszpan, puis en 1944 à celui de Dachau. Le 4 mai 1945, aux derniers jours du Troisième Reich, un ordre d'exécution est lancé contre lui, mais il est sauvé in extremis par les Américains lors de la libération du camp.

## Un Américain modèle
À sa libération, l'Autriche refuse son rapatriement. Il s'installe alors en Italie où il se met à écrire des articles ainsi que son autobiographie Requiem, publiée en 1946. Il donne de nombreuses conférences aux États-Unis où finalement il s'installe en 1947, dans le Mississippi. Il devient professeur de sciences politiques et de droit international à l'université catholique de Saint-Louis. En 1956, il obtient la nationalité américaine et reçoit par la suite de nombreuses récompenses universitaires.
Les années 1950 sont aussi pour Schuschnigg celles de la réconciliation avec son pays. Il peut ainsi de nouveau rentrer en Autriche où il passe désormais toutes ses vacances. En 1959, sa seconde épouse meurt.
En 1967, après avoir pris sa retraite, il s'installe en Autriche à Innsbruck. Il écrit de nouveau de nombreux articles et fait un voyage en 1972 en Amérique du Sud. Il meurt en 1977 à Mutters, près d'Innsbruck.